# W47
Pour les articles homonymes, voir W47 (homonymie).
La W47 (abréviation de « Warhead 47 ») était une ogive thermonucléaire américaine. Elle était embarquée à bord du missile Polaris A-1, tiré depuis un sous-marin nucléaire lanceur d'engins. Différents modèles furent en service de 1960 à la fin de 1974.

## Description
La W47 avait un diamètre de 18 pouces et mesurait 47 pouces de long. Le modèle Y1 pesait 720 livres, alors que le modèle Y2 pesait 733 livres. 
Le modèle Y1 avait une puissance explosive de 600 kilotonnes, alors que le Y2 avait une puissance explosive de 1,2 mégatonne.

## Test grandeur nature
La W47 est la seule ogive thermonucléaire à avoir explosé dans l'atmosphère après avoir été amenée par un missile à la cible. 
Cette explosion est survenue à la suite du tir Frigate Bird de l'opération Dominic. Stationné près de l'île Johnston, le sous-marin américain USS Ethan Allen a tiré un missile Polaris-A1 vers une cible fictive au-dessus de l'atoll Palmyra, au sud d'Hawaï. La cible était située à une distance de 1 020 milles du sous-marin lanceur. L'explosion a été observée par deux sous-marins situés à environ 30 miles de la cible. L'ogive a explosé vers 23h30 UTC le 6 mai 1962, à environ deux kilomètres du point prévu et à une altitude d'environ 11 000 pieds.
La détonation est survenue tel que prévu, dégageant une puissance d'environ 600 kilotonnes. Le tir était destiné à valider la fiabilité de la balistique des missiles américains, mais la nature de la charge explosive a incité à débattre de la pertinence du tir. La controverse est née en partie à la suite de la révélation que l'ogive avait été modifiée avant le test, ce qui ne la rendait pas nécessairement représentative des autres ogives de la même famille.

## Controverse autour de sa fiabilité
La W47 a eu plusieurs problèmes de fiabilité qui ont entaché sa réputation. 300 ogives EC-47, des prototypes, ont été fabriquées d'avril 1960 à juin 1960 et furent rapidement mises hors service en juin 1960 à cause de problèmes de fiabilité. La fabrication des modèles Y1 et Y2 fut faite de 1960 à 1964. Un total de 1 060 modèles Y1 et Y2 furent produites, mais elles eurent tant de problèmes de fiabilité qu'au plus 300 d'entre elles étaient prêtes à être tirées. En 1966, 75 % du lot des Y2 était vu comme défectueux et inutilisable.
Les fautes détectées dans la W45, la W47 et la W52 sont encore mentionnées lorsque la fiabilité des armes nucléaires américaines est mise en doute, cela dans une perspective que les générations futures d'armes nucléaires seront mises en service sans être testées en grandeur nature.